# Maria Brück
Maria Brück (* 28. September 1913 in Hechingen; † 2. Februar 2013), geborene Kohle, war eine deutsche Malerin.

## Leben und Wirken
Brücks Vater Otto Kohle (1888–1938) aus dem fränkischen Bayern entstammte einer Familie von Kirchenmalern, ihre Mutter Martina (1890–1974) aus einem Malerbetrieb in dem Hechingen benachbarten Dorf Sickingen. Maria wuchs zusammen mit vier Schwestern auf, während ihre Eltern zunächst in der Kaufhausstraße 1 dann in der Silberburgstraße 55 eine Schneiderwerkstatt unterhielten und die Mutter sie zur Freude am künstlerischen Gestalten motivierte.
Nachdem sie ihre Lehre als Schneiderin 1936 mit der Meisterprüfung abgeschlossen hatte, heiratete sie 1937 ihren in Ulm geborenen Ehemann Hans Brück (1903–1992).
Ab 1941 erhielt sie Privat-Unterricht bei Paul Kälberer und ab 1947 ein gutes Jahr lang an der Bernstein-Schule. Maria Brück selbst hat als ihre künstlerischen Vorbilder ihre Lehrer Paul Kälberer und später Hans Pfeiffer an der Bernstein-Schule im ehemaligen Kloster Bernstein bei Sulz a.N. in den Jahren 1942–1948 genannt.
Nach der Geburt ihrer zwei Kinder 1938 und 1940 zwingt sie die wirtschaftliche Not in und nach dem Zweiten Weltkrieg dazu, mit Kunst, v. a. dem Malen von Porträts im Auftrag, Geld zu verdienen. Außerdem leitet sie zehn Jahre lang Schneiderkurse an der Städtischen Volkshochschule Hechingen.
Nachdem ihre Kinder aus der Schule sind, kehrt ihr Fokus zur Malerei zurück. 

## Einzelausstellungen
- Haigerloch: Galerie „Die schwarze Treppe“, 4.–30. Oktober 1974
- Joué les Tours (Frankreich)athaus, zusammen mit der Künstlergilde Hechingen, 1973, 1975, 1980
- Hechingen: Rathaus, 2.03.-23. März 1980
- Bernhausen-Stuttgart: Kleines Kunst-Kabinett, zusammen mit Gisela Krayer, 2.–30. November 1983
- Sigmaringen: Runder Turm, Januar 1984
- Kirchheim/Teck: Kornhaussaal, zusammen mit Paul Kälberer, 14.2.-11. März 1984
- München: Haus International, September 1984
- Aachen, April 1985
- Hechingen: Weißes Häusle, 14. September 1985 – 6. Oktober 1985
- Paris: Palais de Congrès, 1985
- Burladingen: Rathaus, zusammen mit Berte Koehle, Juni 1987
- Herrenberg: Galerie der Stadt Herrenberg, 6. – 25. Mai 2001
- Hechingen: Villa Eugenia, „Der Mensch - das vielschichtige Wesen“, 1. Februar 2007 – 30. Mai 2007.
- Balingen: Kreiskrankenhaus, 4.03.-30. Mai 2007
- Hechingen: Hohenzollerisches Landesmuseum, Jubiläumsausstellung zum 100. Geburtstag, 24.07.-6. Oktober 2013[3]